# Herman Redemeijer
Herman Redemeijer (27 de novembro de 1930 - 29 de fevereiro de 2020) foi um político e educador holandês. Ele atuou como membro do Conselho Provincial de Overijssel entre 1979 e 1987 e, posteriormente, no Senado da Holanda entre 1997 e 1995. Redemeijer era membro do Partido Trabalhista.

## Vida
Redemeijer nasceu em 27 de novembro de 1930 em Hengelo. Ele escolheu seguir uma carreira na educação, foi professor e posteriormente diretor de escola. Redemeijer também trabalhou para o sindicato dos professores por dez anos. De 1972 a 1987 foi inspetor nacional de educação especial.
Em 22 de agosto de 1979, Redemijer tornou-se membro do Conselho Provincial de Overijssel pelo Partido Trabalhista. Ele serviu até 12 de novembro de 1987. Redemeijer já havia entrado no Senado da Holanda em 23 de junho de 1987. No Senado, ele foi o porta-voz do partido para a educação, agricultura e ajuda ao desenvolvimento. Ele foi também presidente da comissão de educação entre outubro de 1993 e junho de 1995.
Redemeijer morreu em 29 de fevereiro em Almelo, aos 89 anos.